# Escut de Palestina
L'escut de Palestina pot referir-se a l'emblema utilitzat per l'Estat de Palestina i l'Autoritat Nacional Palestina (ANP) o a l'emblema utilitzat per l'Organització per a l'Alliberament de Palestina (OAP).

## Descripció oficial
El govern de Palestina descriu l'escut de la següent manera:
L'emblema palestí és una àguila coberta per la bandera palestina i és similar als emblemes d'Egipte i l'Iraq amb una diferència en els colors de les banderes.
Aquest emblema va aparèixer al començament de l'era de la dinastia aiúbida, que va ser fundada pel sultà Salah al-Din al-Ayyubi a Egipte després de l'eliminació del Califat Fatimita. S'ha convertit en un símbol de l'estat aiúbida des de l'era del sultà Salahuddin al-Ayyubi, i representa les victòries àrabs.
L’àguila mira cap a la dreta amb el cap ben alt.

## ANP i emblema estatal
L'emblema utilitzat per l’Autoritat Nacional Palestina, així com per l’Estat de Palestina, presenta els colors panàrabs de la bandera palestina sobre un escut que porta l'Àguila de Saladí. A sota oneja un pergamí amb el text àrab "فلسطين", "Palestina".
L'Autoritat Nacional Palestina va utilitzar una versió alternativa que deia "السلطة الفلسطينية" o "L'Autoritat Palestina", juntament amb la versió que deia "Palestina", però es va deixar d'utilitzar després de l'ascens de l'Estat de Palestina a la categoria d'Estat no membre de les Nacions Unides el 29 de novembre de 2012 i el canvi de nom de l'Autoritat Nacional Palestina a "Estat de Palestina" per decret presidencial el gener de 2013.

## Emblema de l’OAP
L'emblema de l'Organització per a l'Alliberament de Palestina (OAP) mostra la bandera palestina sobre un mapa de "Palestina des del riu fins al mar ", és a dir, Palestina sota el mandat britànic (que abasta l’actual Israel, Cisjordània i la franja de Gaza).

## Galeria

La versió que indica "L'Autoritat Palestina" en lloc de "Palestina".
Escut palestí que apareix en una variació de la bandera de Palestina.